# I Disappear
I Disappear è un singolo del gruppo musicale statunitense Metallica, pubblicato il 26 giugno 2000 ed estratto dalla colonna sonora Music from and Inspired by Mission: Impossible 2.

## Descrizione
Il brano richiama le sonorità del gruppo che hanno caratterizzato le loro pubblicazioni degli anni novanta. È suonato con forti distorsioni di chitarra, il pedale wah wah di Kirk Hammett, il rullante dal suono molto metallico (caratteristica data dalla cordiera allentata), usato anche in St. Anger da Lars Ulrich, e il classico stile vocale di James Hetfield.
Si tratta inoltre dell'ultimo brano registrato insieme al bassista Jason Newsted, che abbandonò il gruppo nel 2001.
Agli inizi del 2000 il gruppo scoprì che I Disappear era stata già distribuita da Napster. Ciò finì per incoraggiare la diffusione illegale degli MP3, ma indusse anche i Metallica ad intraprendere battaglie legali al fine di proteggere le loro opere.

## Video musicale
Il video, diretto da Wayne Isham, mostra il gruppo sulla Monument Valley mentre esegue il brano. Inoltre incorpora spezzoni dal film Mission: Impossible 2, con Tom Cruise, alternandoli a pezzi in cui i vari membri del gruppo si trovano a dover affrontare le loro paure in stile Mission Impossible ispirati da film quali: Intrigo internazionale (Kirk Hammett), Brazil (Jason Newsted), Bullitt (James Hetfield) e Trappola di cristallo (Lars Ulrich).

## Tracce
CD singolo (Germania), download digitale
1. I Disappear – 4:29

CD maxi-singolo (Germania)
1. I Disappear – 4:29
2. I Disappear (Instrumental) – 4:26

7" – Disappear (Leaked and Live)
- Lato A

1. I Disappear (Leaked Napster Version) – 4:27

- Lato B

1. I Disappear (Live) – 4:41

## Formazione
Gruppo
- James Hetfield – voce, chitarra
- Lars Ulrich – batteria
- Kirk Hammett – chitarra
- Jason Newsted – basso

Produzione
- Bob Rock – produzione, missaggio, ingegneria del suono
- James Hetfield – produzione
- Lars Ulrich – produzione
- Brian Dobbs – ingegneria del suono

## Classifiche
| Classifica (2000)             | Posizione massima |
| ----------------------------- | ----------------- |
| Austria                       | 25                |
| Belgio (Fiandre)              | 62                |
| Belgio (Vallonia)             | 55                |
| Finlandia                     | 2                 |
| Francia                       | 45                |
| Germania                      | 14                |
| Italia                        | 8                 |
| Norvegia                      | 8                 |
| Paesi Bassi                   | 36                |
| Regno Unito                   | 35                |
| Spagna                        | 4                 |
| Stati Uniti                   | 76                |
| Stati Uniti (alternative)     | 11                |
| Stati Uniti (mainstream rock) | 1                 |
| Svezia                        | 25                |
| Svizzera                      | 20                |